# Enchanted Island
Enchanted Island (bra O Maior Ódio de um Homem) é um filme norte-americano de 1958, dos gêneros drama e aventura, dirigido por Allan Dwan, com roteiro de James Leicester, Harold Jacob Smith e Al Stillman baseado no romance Typee, de Herman Melville.

## A produção
Rodada no México, esta aventura B traz Jane Powell num de seus mais exóticos papéis — uma selvagem princesa canibal.
O roteiro é uma adaptação bastante criticada do romance de Melville, pois foram raros os traços da obra que sobreviveram à edição.
Enchanted Island foi coproduzido pela RKO; entretanto, como a esta altura o estúdio já estava em processo de falência, e a distribuição foi feita pela Warner.

## Sinopse
Século XIX, Oceania: dois marinheiros — Abner e Tom — escapam de um baleeiro e conseguem chegar a uma ilha habitada por canibais. Abner e Fayaway, a filha do chefe, acabam se apaixonando, mas fica a dúvida: Fayaway será vencida pelo amor ou pela gula?

## Elenco
| Ator/Atriz        | Personagem    |
| ----------------- | ------------- |
| Dana Andrews      | Abner Bedford |
| Jane Powell       | Fayaway       |
| Don Dubbins       | Tom           |
| Arthur Shields    | Jimmy Dooley  |
| Ted de Corsia     | Capitão Vangs |
| Friedrich Ledebur | Mehevi        |